# La Chenille qui fait des trous
La Chenille qui fait des trous (The Very Hungry Caterpillar) est un album illustré d'Eric Carle, pour enfants, paru en 1969 aux États-Unis (aux éditions World Publishing Company) et en édition française en 1972 chez Fernand Nathan sous le titre : La Petite Chenille qui faisait des trous. L'album est réédité par Mijade en 1995, sous le titre : La Chenille qui fait des trous.

## Résumé
Une minuscule chenille sort de l'œuf. Affamée, elle mord dans une série de fruits, puis dans toutes sortes d'aliments, son appétit n'ayant cessé de croître. Les pages du livre se percent de trous, tandis que la chenille grossit de jour en jour. Elle se blottit dans un cocon, avant d'atteindre sa maturité dans le corps d’un magnifique papillon.

## Récompenses
Le livre a remporté de nombreuses récompenses dans plusieurs pays, notamment le prix de l'American Institute of Graphic Arts (en) en 1970, le prix du meilleur livre pour enfants d'Angleterre en 1970, le Grand Prix des Treize en France en 1972, décerné par l'Unapel et l'Office Chrétiens-Médias, et le prix Nakamori au Japon en 1975. 
Le New York Times l'a également cité comme l'un des « dix meilleurs livres illustrés de l'année » en 1969.
Il a également remporté le prix du meilleur classique pour enfants lors des Sainsbury Children’s Book Awards en 2019. Carle a déclaré que c'était une « façon parfaite » de célébrer le 50e anniversaire du livre.

## Usages pédagogiques
L'ouvrage incorpore des éléments adaptés à l'éducation des jeunes enfants, portant sur les premiers nombres, les jours de la semaine et l'alimentation et est utilisé dans de nombreux pays par des éducateurs et des enseignants.

## Ventes
Avec 43 millions de ventes connues d'exemplaires depuis sa parution en 1969, La Chenille qui fait des trous était en 2021 le quarante-septième (no 47) livre le plus vendu de l'Histoire, ne le plaçant par exemple que deux places derrière l'Odyssée d'Homère.

## Adaptations

### Film d'animation
The Very Hungry Caterpillar a été adaptée en un film d'animation de 7 minutes pour la télévision britannique en 1993 par Illuminated Film Company (en), puis a été diffusée en VHS. En 2002, Universal Pictures a produit une anthologie animée intitulée The World of Eric Carle comprenant The Very Hungry Caterpillar et quatre autres courts-métrages, qui a également été diffusée en VHS puis en DVD.

### Produits dérivés
The Very Hungry Caterpillar est aujourd'hui une marque déposée par Penguin Random House aux États-Unis depuis 2008, qui l'a définitivement achetée à Eric Carle en 2019. L'éditeur a ensuite publié entre 2019 et 2022 quatorze livres animés simples pour très jeunes enfants dérivés de l'œuvre originale.
The Very Hungry Caterpillar a joui de nombreuses éditions spéciales, ainsi que d'adaptations en plusieurs livres 3D, un jeu de cartes par University Game, et d'un jeu vidéo éducatif pour la console Wii en 2010 disponible par WiiWare.